# Polinomio separable
En álgebra, un polinomio {\displaystyle p(x)} es separable sobre un cuerpo {\displaystyle K} si sus raíces en una clausura algebraica de {\displaystyle K} son distintas; es decir, {\displaystyle p(x)} tiene factores lineales distintos en una extensión de cuerpo suficientemente grande. Equivalentemente, {\displaystyle p(x)} es separable si y solo si es coprimo con su derivada {\displaystyle p'(x).}
Los polinomios irreducibles sobre un cuerpo perfecto son separables, lo que incluye en particular todos los cuerpos de característica 0, y todos los cuerpos finitos. Este criterio es de vital importancia en la teoría de Galois. En este contexto, el concepto de separabilidad es de menor importancia si el polinomio {\displaystyle p(x)} no se supone irreducible, ya que las raíces repetidas pueden simplemente reflejar que {\displaystyle p(x)} no es libre de cuadrados.
El criterio que nos lleva a sacar conclusiones rápidas sobre si {\displaystyle p(x)} es irreducible y no separable es que {\displaystyle p'(x)=0.} Esto solo es posible en cuerpos de característica {\displaystyle p}: necesitamos tener {\displaystyle p(x)=q(x^{p})} donde el número primo {\displaystyle p} es la característica.
A continuación veremos un ejemplo:
{\displaystyle p(x)=x^{p}-t}
con {\displaystyle K} un cuerpo de funciones racionales en la indeterminada {\displaystyle t} sobre un cuerpo finito con {\displaystyle p} elementos. Aquí uno puede probar directamente que {\displaystyle p(x)} es irreducible y no separable. De hecho, este es el típico ejemplo donde se puede ver la importancia de la inseparabilidad; en términos geométricos {\displaystyle p(x)} representa la aplicación en la recta proyectiva sobre un cuerpo finito, tomando coordenadas como sus potencias p-esimas. Dichas aplicaciones son fundamentales en la geometría algebraica de cuerpos finitos.
Si {\displaystyle L} es la extensión de cuerpo {\displaystyle K(t^{1/p})} (el cuerpo de descomposición de {\displaystyle p(x)}) entonces {\displaystyle L/K} es un ejemplo de extensión de cuerpo inseparable pura. Es de grado {\displaystyle p}, pero no tiene automorfismos que dejan fija {\displaystyle K,} aparte de la identidad, ya que {\displaystyle t^{1/p}} es la única raíz de {\displaystyle p(x)}. Esto muestra que la teoría de Galois no es aplicable en este entorno. 
Se puede ver que el producto tensorial de cuerpos de {\displaystyle L} consigo mismo sobre {\displaystyle K} para este ejemplo tiene elementos nilpotentes no nulos. Ésta es otra manifestación de la inseparabilidad: la operación de producto tensorial en cuerpos necesita no producir un anillo que sea producto de cuerpos.
Si {\displaystyle p(x)} es separable, y sus raíces forman un grupo (un subgrupo del cuerpo {\displaystyle K}), entonces {\displaystyle p(x)} es un polinomio aditivo.